# El Pont d'Armentera
El Pont d'Armentera (em catalão e oficialmente) ou Pont de Armentera (em castelhano), por vezes chamado Puente de Armentera em castelhano, é um município da Espanha na comarca de Alt Camp, província de Tarragona, comunidade autónoma da Catalunha. Tem 27,8 km² de área e em 2021 tinha 493 habitantes (densidade: 17,7 hab./km²).

## Demografia
| Variação demográfica do município entre 1991 e 2004[carece de fontes?] | Variação demográfica do município entre 1991 e 2004[carece de fontes?] | Variação demográfica do município entre 1991 e 2004[carece de fontes?] | Variação demográfica do município entre 1991 e 2004[carece de fontes?] |
| ---------------------------------------------------------------------- | ---------------------------------------------------------------------- | ---------------------------------------------------------------------- | ---------------------------------------------------------------------- |
| 1991                                                                   | 1996                                                                   | 2001                                                                   | 2004                                                                   |
| 594                                                                    | 582                                                                    | 527                                                                    | 571                                                                    |